# Thimothée Atouba
Thimothée Atouba (Douala, 17 febbraio 1982) è un ex calciatore camerunese, di ruolo difensore.
Con la nazionale camerunese ha vinto la Coppa d'Africa 2000, ed è stato finalista in Confederations Cup 2003 e in Coppa d'Africa 2008.

## Carriera

### Club

#### Gli inizi
Atouba nasce a Douala nel 1982, compie il suo percorso giovanile nell'Union Douala dove esordisce in prima squadra nella stagione 1999-2000 giocando 16 partite e segnando ben 4 gol.

#### Neuchâtel Xamax e Basilea
Nell'estate 2000 l'arrivo in Europa, viene acquistato dal Neuchâtel Xamax club militante nella Super League, la massima serie svizzera. Resta una stagione e mezzo, lasciando il club con 50 presenze e 4 gol.
A gennaio 2002 passa al Basilea, uno dei club svizzeri più blasonati, termina la stagione vincendo il campionato e la Coppa Svizzera. Il secondo anno arriva il secondo trionfo nella Coppa Svizzera, mentre in campionato il Basilea arriva secondo dietro al Grasshopper, ma grande è stata la prestazione della squadra nella Champions League 2002-2003 che superò anche la prima fase a gironi prima di venire eliminata nella seconda fase, ma da Manchester United e Juventus; in Champions giocò sempre, 11 presenze e anche 1 gol decisivo al Liverpool al primo turno.
La stagione 2003-2004 vinse il suo secondo titolo svizzero e giocò 3 partite in Coppa Uefa fino all'eliminazione precoce della squadra.
La stagione 2004-2005 giocò solo 3 match in campionato e lasciò il Basilea, con 73 presenze e 3 gol.

#### Tottenham
Il 7 agosto 2004 venne acquistato dal Tottenham Hotspur.
Esordì in Premier League il 14 agosto a White Hart Lane nel match pareggiato 1-1 con il Liverpool, una settimana dopo segnò il suo primo e unico gol con la maglia del Tottenham: al St James' Park segnò la rete della vittoria sul Newcastle al 51º minuto con un destro a giro spettacolare che lo fece subito amare dai tifosi.
Nel girone d'andata fu sempre titolare, a gennaio partì per la Coppa d'Africa con il Camerun, al ritorno dalla spedizione giocò 3 partite consecutive, ma nelle ultime 12 giornate scese in campo solo in 2 occasioni; a fine campionato il Tottenham si classificò nono in campionato, ma gli ultimi mesi visti dalla panchina lo convinsero a lasciare l'Inghilterra, in totale furono 18 presenze e 1 rete in campionato più 6 presenze nelle coppe inglesi.

#### Amburgo
Il 12 luglio 2005 cominciò una nuova avventura per Atouba, questa volta in Germania, all'Amburgo, firmando un contratto fino al 2009.
Esordì in Bundesliga il 6 agosto alla prima giornata nella vittoria per 3-0 sul Norimberga, pochi giorni dopo scese in campo nella doppia finale di Intertoto vinta con il Valencia. Il 20 agosto segnò la sua prima rete con la maglia dell'Amburgo nella vittoria per 5-1 sui Kickers in Coppa.
Il 3 dicembre 2005 alla 15ª giornata, nella vittoria per 3-1 sul Colonia aprì le marcature al 42º segnando così la sua prima rete in campionato. In Coppa Uefa giocò 8 partite fino all'eliminazione agli ottavi di finale. Fu titolare inamovibile per tutta la stagione anche in campionato raggiungendo con l'Amburgo il terzo posto finale valido per la prossima Champions League.
Nella stagione 2006-2007 tornò a giocare in Champions League dopo l'esperienza col Basilea di 4 anni prima, totalizzò 4 presenze con l'Amburgo che venne eliminato nella fase a gironi; in campionato l'Amburgo si classificò soltanto settimo, posizione che gli consentì di disputare ancora l'Intertoto.
Nel 2007-2008 vinse per la seconda volta l'Intertoto senza dover scendere in campo, guadagnandosi così un'altra stagione nelle coppe europee. Nella Bundesliga fu ancora una volta sempre titolare salvo i mesi in cui fu impegnato in Coppa d'Africa dove con il Camerun arrivò sino in finale sconfitto dall'Egitto. L'Amburgo a fine stagione arrivo quarto mentre in Coppa Uefa si fermò ancora agli ottavi di finale come l'anno precedente, giocando 8 match.
Nella stagione 2008-2009 giocò tutte le prime 8 partite di campionato ma poi si fermò per infortunio che lo tenne fuori dal campo per ben 7 mesi. Nei mesi in cui fu lontano dai campi, la società offrì al giocatore il rinnovo del contratto in diverse occasioni, ma il giocatore ormai aveva deciso di cambiare squadra a giugno, quando gli sarebbe scaduto il contratto. Tornò in campo a campionato quasi terminato, al 32º turno nella vittoria per 3-1 sul Bochum; a fine torneo l'Amburgo arrivò quinto e come previsto Atouba decise di non proseguire la sua avventura tedesca.

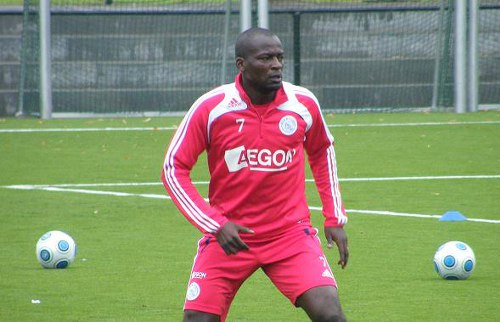
Atouba in allenamento con la maglia dell'Ajax

Dopo 4 anni lasciò quindi l'Amburgo con 83 presenze e 1 gol in Bundesliga, 25 presenze tra Champions League, Coppa UEFA e Coppa Intertoto e 6 presenze e 1 gol in Coppa di Lega. In totale 124 presenze e 2 reti con 2 vittorie in Coppa Intertoto.

#### Ajax
Il 7 giugno 2009 firma un contratto biennale con l'Ajax, dopo Camerun, Svizzera, Inghilterra e Germania, i Paesi Bassi è il quinto paese in cui va a giocare, i lancieri sono invece il sesto club assoluto per il difensore camerunese. Ritrova così Martin Jol suo allenatore al Tottenham e nell'ultima stagione all'Amburgo.
L'esordio in campionato avviene il 16 agosto nella sconfitta per 4-3 con il PSV, in Europa League invece esordisce il 20 agosto nella vittoria per 5-0 sullo Slovan Bratislava.
Il 15 maggio 2011 vince l'Eredivisie nello scontro diretto vinto per 3-1 contro il Twente e subito dopo viene annunciato che lascerà l'Ajax. Rimane così svincolato.

#### Las Palmas
A novembre 2012, si trasferisce al Las Palmas, dove giocherà con la maglia numero 3.

### Nazionale
Con la Nazionale del Camerun ha vinto la Coppa d'Africa 2000 senza mai scendere in campo; è arrivato sino in finale nella Confederations Cup 2003 sconfitto dalla Francia e nella Coppa d'Africa 2008 sconfitto dall'Egitto, scendendo in campo in entrambe le finali perse.
Ha partecipato anche alla Coppa d'Africa 2004 e 2006 eliminato in entrambe le occasioni ai quarti di finale.

## Statistiche

### Cronologia presenze e reti in nazionale
| Cronologia completa delle presenze e delle reti in nazionale ― Camerun | Cronologia completa delle presenze e delle reti in nazionale ― Camerun | Cronologia completa delle presenze e delle reti in nazionale ― Camerun | Cronologia completa delle presenze e delle reti in nazionale ― Camerun | Cronologia completa delle presenze e delle reti in nazionale ― Camerun | Cronologia completa delle presenze e delle reti in nazionale ― Camerun | Cronologia completa delle presenze e delle reti in nazionale ― Camerun | Cronologia completa delle presenze e delle reti in nazionale ― Camerun |
| Data                                                                   | Città                                                                  | In casa                                                                | Risultato                                                              | Ospiti                                                                 | Competizione                                                           | Reti                                                                   | Note                                                                   |
| ---------------------------------------------------------------------- | ---------------------------------------------------------------------- | ---------------------------------------------------------------------- | ---------------------------------------------------------------------- | ---------------------------------------------------------------------- | ---------------------------------------------------------------------- | ---------------------------------------------------------------------- | ---------------------------------------------------------------------- |
| 28-2-1999                                                              | Yaoundé                                                                | Camerun                                                                | 1 – 0                                                                  | Mozambico                                                              | Qual. Coppa d'Africa 2000                                              | -                                                                      | 80’                                                                    |
| 6-6-1999                                                               | Yaoundé                                                                | Camerun                                                                | 1 – 0                                                                  | Eritrea                                                                | Qual. Coppa d'Africa 2000                                              | -                                                                      | 80’                                                                    |
| 11-2-2003                                                              | Châteauroux                                                            | Camerun                                                                | 0 – 3                                                                  | Costa d'Avorio                                                         | Amichevole                                                             | -                                                                      | 72’                                                                    |
| 27-3-2003                                                              | Radès                                                                  | Camerun                                                                | 2 – 0                                                                  | Madagascar                                                             | Amichevole                                                             | -                                                                      | Uscita                                                                 |
| 19-6-2003                                                              | Saint-Denis                                                            | Brasile                                                                | 0 – 1                                                                  | Camerun                                                                | Conf. Cup 2003 - 1º turno                                              | -                                                                      | 64’                                                                    |
| 21-6-2003                                                              | Saint-Denis                                                            | Camerun                                                                | 1 – 0                                                                  | Turchia                                                                | Conf. Cup 2003 - 1º turno                                              | -                                                                      | 70’                                                                    |
| 23-6-2003                                                              | Saint-Denis                                                            | Camerun                                                                | 0 – 0                                                                  | Stati Uniti                                                            | Conf. Cup 2003 - 1º turno                                              | -                                                                      | 54’                                                                    |
| 26-6-2003                                                              | Lione                                                                  | Colombia                                                               | 0 – 1                                                                  | Camerun                                                                | Conf. Cup 2003 - Semifinale                                            | -                                                                      | 74’                                                                    |
| 29-6-2003                                                              | Saint-Denis                                                            | Francia                                                                | 1 – 0                                                                  | Camerun                                                                | Conf. Cup 2003 - Finale                                                | -                                                                      |                                                                        |
| 19-11-2003                                                             | Ōita                                                                   | Giappone                                                               | 0 – 0                                                                  | Camerun                                                                | Amichevole                                                             | -                                                                      |                                                                        |
| 25-1-2004                                                              | Susa                                                                   | Camerun                                                                | 1 – 1                                                                  | Algeria                                                                | Coppa d'Africa 2004 - 1º turno                                         | -                                                                      | 64’                                                                    |
| 29-1-2004                                                              | Sfax                                                                   | Zimbabwe                                                               | 3 – 5                                                                  | Camerun                                                                | Coppa d'Africa 2004 - 1º turno                                         | -                                                                      |                                                                        |
| 3-2-2004                                                               | Monastir                                                               | Camerun                                                                | 0 – 0                                                                  | Egitto                                                                 | Coppa d'Africa 2004 - 1º turno                                         | -                                                                      |                                                                        |
| 8-2-2004                                                               | Monastir                                                               | Camerun                                                                | 1 – 2                                                                  | Nigeria                                                                | Coppa d'Africa 2004 - Quarti di finale                                 | -                                                                      |                                                                        |
| 28-4-2004                                                              | Sofia                                                                  | Bulgaria                                                               | 3 – 0                                                                  | Camerun                                                                | Amichevole                                                             | -                                                                      | 55’                                                                    |
| 6-6-2004                                                               | Yaoundé                                                                | Camerun                                                                | 2 – 1                                                                  | Benin                                                                  | Qual. Mondiali 2006                                                    | -                                                                      |                                                                        |
| 18-6-2004                                                              | Misurata                                                               | Libia                                                                  | 0 – 0                                                                  | Camerun                                                                | Qual. Mondiali 2006                                                    | -                                                                      |                                                                        |
| 4-7-2004                                                               | Yaoundé                                                                | Camerun                                                                | 2 – 0                                                                  | Costa d'Avorio                                                         | Qual. Mondiali 2006                                                    | -                                                                      |                                                                        |
| 5-9-2004                                                               | Il Cairo                                                               | Egitto                                                                 | 3 – 2                                                                  | Camerun                                                                | Qual. Mondiali 2006                                                    | -                                                                      |                                                                        |
| 9-10-2004                                                              | Omdurman                                                               | Sudan                                                                  | 1 – 1                                                                  | Camerun                                                                | Qual. Mondiali 2006                                                    | -                                                                      |                                                                        |
| 17-11-2004                                                             | Lipsia                                                                 | Germania                                                               | 3 – 0                                                                  | Camerun                                                                | Amichevole                                                             | -                                                                      |                                                                        |
| 9-2-2005                                                               | Créteil                                                                | Senegal                                                                | 0 – 1                                                                  | Camerun                                                                | Amichevole                                                             | -                                                                      |                                                                        |
| 27-3-2005                                                              | Yaoundé                                                                | Camerun                                                                | 2 – 1                                                                  | Sudan                                                                  | Qual. Mondiali 2006                                                    | -                                                                      | 72’                                                                    |
| 4-9-2005                                                               | Abidjan                                                                | Costa d'Avorio                                                         | 2 – 3                                                                  | Camerun                                                                | Qual. Mondiali 2006                                                    | -                                                                      | 77’                                                                    |
| 15-11-2005                                                             | Alès                                                                   | Marocco                                                                | 0 – 0                                                                  | Camerun                                                                | Amichevole                                                             | -                                                                      | 46’                                                                    |
| 21-1-2006                                                              | Il Cairo                                                               | Camerun                                                                | 3 – 1                                                                  | Angola                                                                 | Coppa d'Africa 2006 - 1º turno                                         | -                                                                      |                                                                        |
| 25-1-2006                                                              | Il Cairo                                                               | Camerun                                                                | 2 – 0                                                                  | Togo                                                                   | Coppa d'Africa 2006 - 1º turno                                         | -                                                                      |                                                                        |
| 4-2-2006                                                               | Il Cairo                                                               | Costa d'Avorio                                                         | 1 – 1 dts (12 – 11 dtr)                                                | Camerun                                                                | Coppa d'Africa 2006 - Quarti di finale                                 | -                                                                      |                                                                        |
| 27-5-2006                                                              | Rotterdam                                                              | Paesi Bassi                                                            | 1 – 0                                                                  | Camerun                                                                | Amichevole                                                             | -                                                                      | 46’                                                                    |
| 24-3-2007                                                              | Yaoundé                                                                | Camerun                                                                | 3 – 1                                                                  | Liberia                                                                | Qual. Coppa d'Africa 2008                                              | -                                                                      |                                                                        |
| 3-6-2007                                                               | Monrovia                                                               | Liberia                                                                | 1 – 2                                                                  | Camerun                                                                | Qual. Coppa d'Africa 2008                                              | -                                                                      |                                                                        |
| 22-8-2007                                                              | Ōita                                                                   | Giappone                                                               | 2 – 0                                                                  | Camerun                                                                | Amichevole                                                             | -                                                                      |                                                                        |
| 22-1-2008                                                              | Kumasi                                                                 | Camerun                                                                | 2 – 4                                                                  | Egitto                                                                 | Coppa d'Africa 2008 - 1º turno                                         | -                                                                      |                                                                        |
| 26-1-2008                                                              | Kumasi                                                                 | Zambia                                                                 | 1 – 5                                                                  | Camerun                                                                | Coppa d'Africa 2008 - 1º turno                                         | -                                                                      |                                                                        |
| 30-1-2008                                                              | Tamale                                                                 | Camerun                                                                | 3 – 0                                                                  | Sudan                                                                  | Coppa d'Africa 2008 - 1º turno                                         | -                                                                      | 46’                                                                    |
| 4-2-2008                                                               | Tamale                                                                 | Tunisia                                                                | 2 – 3 dts                                                              | Camerun                                                                | Coppa d'Africa 2008 - Quarti di finale                                 | -                                                                      | 78’ 108’                                                               |
| 7-2-2008                                                               | Accra                                                                  | Ghana                                                                  | 0 – 1                                                                  | Camerun                                                                | Coppa d'Africa 2008 - Semifinale                                       | -                                                                      |                                                                        |
| 10-2-2008                                                              | Accra                                                                  | Camerun                                                                | 0 – 1                                                                  | Egitto                                                                 | Coppa d'Africa 2008 - Finale                                           | -                                                                      | 61’                                                                    |
| 31-5-2008                                                              | Yaoundé                                                                | Camerun                                                                | 2 – 0                                                                  | Capo Verde                                                             | Qual. Mondiali 2010                                                    | -                                                                      | 18’                                                                    |
| 8-6-2008                                                               | Curepipe                                                               | Mauritius                                                              | 0 – 3                                                                  | Camerun                                                                | Qual. Mondiali 2010                                                    | -                                                                      |                                                                        |
| 14-6-2008                                                              | Dar es Salaam                                                          | Tanzania                                                               | 0 – 0                                                                  | Camerun                                                                | Qual. Mondiali 2010                                                    | -                                                                      |                                                                        |
| 21-6-2008                                                              | Yaoundé                                                                | Camerun                                                                | 2 – 1                                                                  | Tanzania                                                               | Qual. Mondiali 2010                                                    | -                                                                      | 75’                                                                    |
| 6-9-2008                                                               | Praia                                                                  | Capo Verde                                                             | 1 – 2                                                                  | Camerun                                                                | Qual. Mondiali 2010                                                    | -                                                                      |                                                                        |
| Totale                                                                 |                                                                        | Presenze                                                               | 43                                                                     |                                                                        | Reti                                                                   | 0                                                                      |                                                                        |

## Palmarès

### Club

#### Competizioni Nazionali
- Campionato svizzero: 2

Basilea: 2001/2002, 2003/2004
- Coppa Svizzera: 2

Basilea: 2001-2002, 2002-2003
- Coppa dei Paesi Bassi: 1

Ajax: 2009-2010
- Campionato olandese: 1

Ajax: 2010-2011

#### Competizioni Internazionali
- Coppa Intertoto UEFA: 2

Amburgo: 2005, 2007